# Hector Horeau
Pour les articles homonymes, voir Horeau.
Hector Horeau, né à Versailles le 4 octobre 1801 et mort à Paris le 21 août 1872, est un architecte français.

## Biographie
Hector Horeau entre à l'École des beaux-arts de Paris le 18 avril 1819, il est élève de Frédéric Nepveu et de François Debret.
Au début de sa carrière, il réalise plusieurs hôtels particuliers à Paris et à Lyon. Il illustre le Voyage à Méroé de Frédéric Caillaud, avant de partir lui-même en voyage en Orient entre 1837 et 1839. Il réalise de nombreux dessins d'Égypte, il expose au Salon de 1841 une Vue du Grand Temple d'Ipsamboul et l'entrée de Sésostris.
Il est connu pour ses projets de grandes halles de fer et de verre dont un pour les halles de Paris en 1845. Mais c'est finalement Baltard qui obtint la commande.
Il participe au concours lancé par les organisateurs de l'Exposition universelle de 1851 à Londres, mais il est écarté car son projet ne respecte pas l'une des conditions qui est d'épargner les arbres de Hyde Park. Le lauréat est Joseph Paxton avec son Crystal Palace qui, quant à lui, dépasse les arbres du parc. L'architecture anglaise, pittoresque, intègre la nature tandis que la française, rationnelle, met du temps à saisir ce concept.
Il participe à la Commune de Paris, il est nommé « chef de l'édilité hygiénique ». Cet engagement lui vaut d'être emprisonné à Versailles, puis sur l'île d'Aix ; cela l'affecte grandement et il meurt peu de temps après, le 21 août 1872. Au cours de cette dernière année, il avait notamment proposé que le très contesté Opéra de Charles Garnier soit transformé en palais du Peuple.
Il est inhumé à Paris au cimetière du Père-Lachaise (49e division).
Il est un des personnages centraux du roman Châteaux de la colère (1994), d'Alessandro Baricco, et le héros du roman Un si bel espoir (1999) de Michel Ragon.

Œuvres d'Hector Horeau
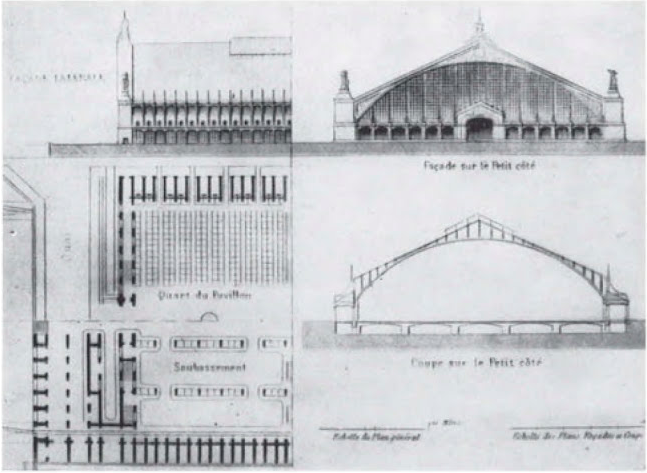
Projet pour les Halles de Paris, 1849.
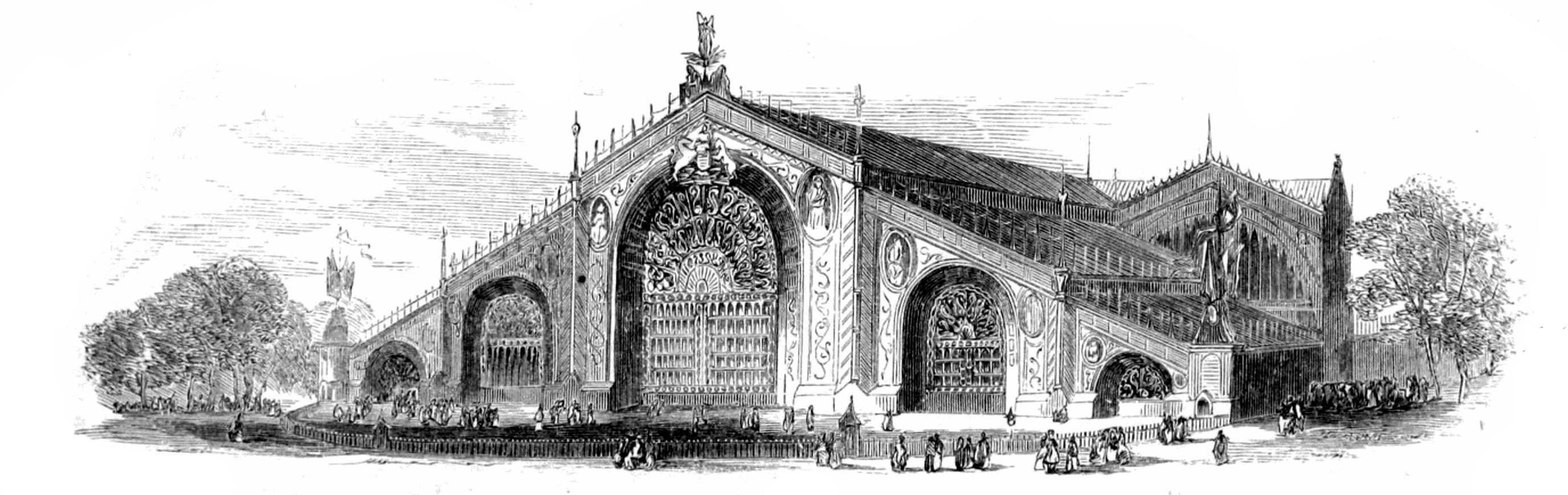
Projet pour le Crystal Palace à Londres, 1851.